# Nati nel 1955/Ottobre
| Questa pagina contiene informazioni ricavate automaticamente dalle voci biografiche con l'ausilio del template Bio e di un bot. L'aggiornamento è periodico e automatico e ricostruisce completamente la pagina. Se manca una persona in questa lista, sei pregato di non aggiungerla, ma accertati piuttosto che la sua voce biografica contenga il template Bio e che i dati anagrafici siano correttamente compilati. Se il template Bio manca, inseriscilo tu stesso o, in alternativa, metti l'avviso {{tmp\|Bio}} che ne segnala la mancanza. Se i dati riportati sono sbagliati, correggi direttamente la voce biografica; le modifiche saranno visibili in questa lista entro pochi giorni. Per chiarimenti vedi il progetto biografie. La lista contiene solo le 299 persone che sono citate nell'enciclopedia e per le quali è stato implementato correttamente il template Bio. Pagina aggiornata al 18 ago 2025. |

- 1º ottobre - Francesco Bonami, critico d'arte italiano
- 1º ottobre - Ettore Donati, allenatore di calcio e ex calciatore italiano
- 1º ottobre - Ray Farrugia, allenatore di calcio e ex calciatore maltese
- 1º ottobre - Michael Golden, fumettista statunitense
- 1º ottobre - José Fernando Polozzi, allenatore di calcio e ex calciatore brasiliano
- 1º ottobre - Ernesto Preziosi, storico e politico italiano
- 1º ottobre - Roselina Salemi, scrittrice e giornalista italiana
- 1º ottobre - Lutz Trümper, politico tedesco
- 2 ottobre - Revaz Chelebadze, ex calciatore sovietico
- 2 ottobre - Ümit Dündar, generale turco
- 2 ottobre - Gary Green, ex giocatore di football americano statunitense
- 2 ottobre - Ezra Johnson, ex giocatore di football americano statunitense
- 2 ottobre - Philip Oakey, cantautore, tastierista e produttore discografico britannico
- 2 ottobre - Tibor Rab, ex calciatore ungherese
- 2 ottobre - Nino Romeo, drammaturgo, regista e attore italiano
- 2 ottobre - Warren Spector, autore di videogiochi statunitense
- 2 ottobre - Unni Straume, regista cinematografica, sceneggiatrice e produttrice cinematografica norvegese
- 2 ottobre - Susi Sánchez, attrice spagnola
- 3 ottobre - Francis Xavier Vira Arpondratana, arcivescovo cattolico thailandese
- 3 ottobre - Juani, allenatore di calcio e ex calciatore spagnolo
- 3 ottobre - Francesco Guidolin, ex calciatore e allenatore di calcio italiano
- 3 ottobre - Ged Keegan, ex calciatore inglese
- 3 ottobre - MIQ, cantante giapponese
- 3 ottobre - Maurizio Mansutti, politico italiano
- 3 ottobre - Vladimiro Schettina, ex calciatore paraguaiano
- 3 ottobre - Rudi Schreurs, ex calciatore e ex giocatore di calcio a 5 belga
- 3 ottobre - José Daniel Valencia, ex calciatore argentino
- 3 ottobre - Tommy Wiseau, regista, attore e sceneggiatore polacco
- 3 ottobre - Alessandro Zagano, ex calciatore italiano
- 4 ottobre - Manny Andruszewski, ex calciatore inglese
- 4 ottobre - Massimo Biscardi, musicista italiano
- 4 ottobre - Branko Cikatić, kickboxer, thaiboxer e artista marziale misto croato († 2020)
- 4 ottobre - Heinz Mariacher, arrampicatore e alpinista austriaco
- 4 ottobre - Vojtěch Petr, cestista cecoslovacco († 2012)
- 4 ottobre - Franco Picco, pilota motociclistico italiano
- 4 ottobre - Paul Sayer, scrittore britannico
- 4 ottobre - Jorge Valdano, dirigente sportivo, allenatore di calcio e ex calciatore argentino
- 4 ottobre - Carmen Valero, mezzofondista spagnola († 2024)
- 4 ottobre - Joe Vargas, ex pallanuotista statunitense
- 5 ottobre - Tate Armstrong, ex cestista statunitense
- 5 ottobre - Bruce Campbell, cestista statunitense († 2013)
- 5 ottobre - Javier Castañeda, ex calciatore spagnolo
- 5 ottobre - Aurora Dan, ex schermitrice rumena
- 5 ottobre - Alfonso Dastis, politico e diplomatico spagnolo
- 5 ottobre - Bart Ehrman, biblista e filologo statunitense
- 5 ottobre - Bob Jury, ex giocatore di football americano statunitense
- 5 ottobre - Caroline Loeb, attrice, cantante e regista teatrale francese
- 5 ottobre - Alex Martelli, ingegnere italiano
- 5 ottobre - Ángela Molina, attrice spagnola
- 5 ottobre - Denny Rehberg, politico statunitense
- 5 ottobre - Kelvin Sampson, allenatore di pallacanestro statunitense
- 5 ottobre - Sandra Torres, politica guatemalteca
- 6 ottobre - Pino Calabrese, attore italiano
- 6 ottobre - Tony Dungy, ex giocatore di football americano e allenatore di football americano statunitense
- 6 ottobre - Wang Huning, politico e politologo cinese
- 6 ottobre - Ellen Kushner, scrittrice e conduttrice radiofonica statunitense
- 6 ottobre - Attilio Mercalli, dirigente sportivo e giornalista italiano
- 6 ottobre - François Musy, tecnico del suono svizzero († 2023)
- 6 ottobre - Aldo Raimondi, allenatore di calcio e ex calciatore italiano
- 6 ottobre - Gerry Sundquist, attore inglese († 1993)
- 6 ottobre - Michael Tollin, regista e produttore televisivo statunitense
- 6 ottobre - Nenad Šalov, allenatore di calcio e ex calciatore croato
- 7 ottobre - Clinton Bennett, storico delle religioni e islamista inglese
- 7 ottobre - Dan Bunz, ex giocatore di football americano statunitense
- 7 ottobre - Bill Foster, politico e fisico statunitense
- 7 ottobre - Claudio Gugerotti, cardinale e arcivescovo cattolico italiano
- 7 ottobre - Sergio La Stella, direttore d'orchestra e pianista italiano
- 7 ottobre - Yo-Yo Ma, violoncellista statunitense
- 7 ottobre - Toshimitsu Motegi, politico giapponese
- 7 ottobre - Carmen Reinhart, economista cubana
- 7 ottobre - Zoran Roje, ex pallanuotista e allenatore di pallanuoto croato
- 7 ottobre - Mario Ruiz-Díaz, dirigente sportivo, allenatore di calcio a 5 e ex giocatore di calcio a 5 paraguaiano
- 8 ottobre - Enzo Avallone, ballerino e cantante italiano († 1997)
- 8 ottobre - Jonathan Boyer, ex ciclista su strada e pistard statunitense
- 8 ottobre - Nino D'Agata, attore e doppiatore italiano († 2021)
- 8 ottobre - Bill Elliott, pilota automobilistico statunitense
- 8 ottobre - Alain Ferté, pilota automobilistico francese
- 8 ottobre - Manrico Gammarota, attore, regista e autore televisivo italiano († 2015)
- 8 ottobre - Darrell Hammond, imitatore, comico e cabarettista statunitense
- 8 ottobre - Gikas Hardouvelis, economista e politico greco
- 8 ottobre - Alan Kulwicki, pilota automobilistico statunitense († 1993)
- 8 ottobre - Judy Martin, ex wrestler statunitense
- 8 ottobre - Claudio Sulser, ex calciatore svizzero
- 8 ottobre - Nedžad Verlašević, calciatore e allenatore di calcio jugoslavo († 2001)
- 9 ottobre - Linwood Boomer, attore, sceneggiatore e produttore televisivo statunitense
- 9 ottobre - María Antonieta Cámpoli, modella venezuelana
- 9 ottobre - Grazia Di Michele, cantautrice italiana
- 9 ottobre - Mahmoud Hojjati, politico iraniano
- 9 ottobre - Shona Laing, cantante e musicista neozelandese
- 9 ottobre - Sabine von Maydell, attrice tedesca
- 9 ottobre - Alessandro Meluzzi, psichiatra, opinionista e saggista italiano
- 9 ottobre - Massimo Milone, giornalista italiano († 2023)
- 9 ottobre - Steve Ovett, ex mezzofondista britannico
- 9 ottobre - Leonardo Padura Fuentes, scrittore, giornalista e saggista cubano
- 9 ottobre - Peter Saville, grafico e direttore artistico britannico
- 10 ottobre - Günter Alster, ex sciatore alpino austriaco
- 10 ottobre - Tetsurō Amino, regista giapponese
- 10 ottobre - Aleksandr Bubnov, ex calciatore sovietico
- 10 ottobre - Mauro De Pellegrin, ex ciclista su strada italiano
- 10 ottobre - Ángel Giménez, ex tennista spagnolo
- 10 ottobre - Hippolyte Girardot, attore francese
- 10 ottobre - Philippe Lioret, regista e sceneggiatore francese
- 10 ottobre - Dereje Nedi, ex maratoneta etiope
- 10 ottobre - Massimo Nistri, nuotatore italiano († 2024)
- 11 ottobre - Ionel Augustin, ex calciatore rumeno
- 11 ottobre - Hans-Peter Briegel, allenatore di calcio e ex calciatore tedesco
- 11 ottobre - Luis Gerardo Cabrera Herrera, cardinale e arcivescovo cattolico ecuadoriano
- 11 ottobre - Francesco Crinò, politico italiano
- 11 ottobre - Susan J. Napier, docente statunitense
- 11 ottobre - Norm Nixon, ex cestista e allenatore di pallacanestro statunitense
- 11 ottobre - Moctar Ouane, diplomatico e politico maliano
- 11 ottobre - Susie Patterson, ex sciatrice alpina statunitense
- 11 ottobre - Matteo Maria Zuppi, cardinale e arcivescovo cattolico italiano
- 12 ottobre - Einar Jan Aas, ex calciatore norvegese
- 12 ottobre - Brian Flynn, ex calciatore e allenatore di calcio gallese
- 12 ottobre - Gwendolyn Garcia, politica filippina
- 12 ottobre - Ante Gotovina, generale croato
- 12 ottobre - Brigitte Lahaie, attrice cinematografica, conduttrice radiofonica e scrittrice francese
- 12 ottobre - José Pilar Reyes, ex calciatore messicano
- 12 ottobre - Alessandro Rossi, doppiatore, direttore del doppiaggio e dialoghista italiano
- 12 ottobre - Jane Siberry, musicista e cantautrice canadese
- 12 ottobre - Claudio Soro, cestista italiano († 2023)
- 12 ottobre - Carlo Terzer, ex maratoneta italiano
- 13 ottobre - Patrick Dewael, politico belga
- 13 ottobre - João Leite, politico e ex calciatore brasiliano
- 13 ottobre - Uwe Krause, ex calciatore tedesco
- 13 ottobre - Detlef Michel, ex giavellottista tedesco
- 13 ottobre - Richard Money, allenatore di calcio e ex calciatore britannico
- 13 ottobre - Sergej Šepelev, ex hockeista su ghiaccio russo
- 14 ottobre - Federico Ghizzoni, banchiere italiano
- 14 ottobre - Gustavo Montesano, cantante, bassista e chitarrista argentino
- 14 ottobre - Anton Pichler, ex calciatore austriaco
- 14 ottobre - Arleen Sorkin, attrice, doppiatrice e conduttrice televisiva statunitense († 2023)
- 14 ottobre - Angelo Zucchi, politico italiano
- 15 ottobre - Pino Campagna, comico, cabarettista e cantante italiano
- 15 ottobre - Joaquín Caparrós, allenatore di calcio spagnolo
- 15 ottobre - José Antonio Castro, ex calciatore argentino
- 15 ottobre - Emma Chichester Clark, illustratrice e scrittrice britannica
- 15 ottobre - Teresa De Santis, conduttrice radiofonica, giornalista e dirigente d'azienda italiana
- 15 ottobre - Howard Lassoff, cestista statunitense († 2013)
- 15 ottobre - Rocky Morton, regista e sceneggiatore britannico
- 15 ottobre - Víctor Pecci, ex tennista paraguaiano
- 15 ottobre - Francisco Daniel Rivera Sánchez, vescovo cattolico messicano († 2021)
- 15 ottobre - Ludo Schurgers, ex ciclista su strada belga
- 16 ottobre - Antonello Capurso, giornalista e scrittore italiano
- 16 ottobre - Alessandro Cè, politico italiano
- 16 ottobre - Kieran Doherty, attivista nordirlandese († 1981)
- 16 ottobre - Edit Getova, cestista e politica bulgara († 2024)
- 16 ottobre - Lin Lefeng, ex calciatore cinese
- 16 ottobre - Stan Mayhew, ex cestista statunitense
- 16 ottobre - Wilf Paiement, ex hockeista su ghiaccio canadese
- 16 ottobre - Nikos Patikkīs, ex calciatore cipriota
- 16 ottobre - Søren Pilmark, attore, scrittore e doppiatore danese
- 16 ottobre - Rod Strachan, ex nuotatore statunitense
- 16 ottobre - Kevin S. Tenney, regista, produttore televisivo e sceneggiatore statunitense
- 17 ottobre - Sam Bottoms, attore e produttore cinematografico statunitense († 2008)
- 17 ottobre - Mike Bratz, ex cestista, allenatore di pallacanestro e dirigente sportivo statunitense
- 17 ottobre - Teresa Lonero, ex calciatrice italiana
- 17 ottobre - Kerry James Marshall, artista e pittore statunitense
- 17 ottobre - Bruno Oberhammer, dirigente sportivo, allenatore di sci alpino e ex sciatore alpino italiano
- 17 ottobre - Smita Patil, attrice indiana († 1986)
- 17 ottobre - Trond Sirevåg, allenatore di calcio e ex calciatore norvegese
- 17 ottobre - Tommy Warchol, allenatore di calcio e ex calciatore norvegese
- 17 ottobre - Elisa Ferreira, economista e politica portoghese
- 18 ottobre - Giovanni Bellissima, carabiniere italiano († 1979)
- 18 ottobre - Rocco Cesareo, regista italiano
- 18 ottobre - Michel De Groote, ex calciatore belga
- 18 ottobre - Rinaldo Gaspari, regista televisivo italiano
- 18 ottobre - Lucia Groothuis, ex cestista olandese
- 18 ottobre - Uwe Hain, allenatore di calcio e ex calciatore tedesco
- 18 ottobre - Steve Ludlam, ex calciatore inglese
- 18 ottobre - David Manion, tastierista, pianista e ingegnere statunitense
- 18 ottobre - Jean-Marc Savelli, pianista francese
- 18 ottobre - Steve Taylor, ex calciatore inglese
- 18 ottobre - David Twohy, sceneggiatore e regista statunitense
- 18 ottobre - Gabriele Vacis, regista teatrale, drammaturgo e sceneggiatore italiano
- 18 ottobre - Rita Verdonk, politica olandese
- 19 ottobre - Gregorio Bellocco, mafioso italiano
- 19 ottobre - James Demmel, matematico e informatico statunitense
- 19 ottobre - Roland Dyens, chitarrista, compositore e arrangiatore francese († 2016)
- 19 ottobre - Sabine Haudepin, attrice francese
- 19 ottobre - Jean Kambanda, politico e criminale ruandese
- 19 ottobre - Kim Hee-chon, ex calciatore sudcoreano
- 19 ottobre - Drew McDonald, ex pallanuotista statunitense
- 19 ottobre - Lonnie Shelton, cestista statunitense († 2018)
- 19 ottobre - Hisashi Unemoto, pilota motociclistico giapponese
- 20 ottobre - Marc Cerboni, schermidore francese († 1990)
- 20 ottobre - Gianluca Fumagalli, regista italiano
- 20 ottobre - Tony Hanson, cestista statunitense († 2018)
- 20 ottobre - Concepción Marrero, ex cestista spagnola
- 20 ottobre - Carolyne Mas, cantautrice e musicista statunitense
- 20 ottobre - Stefania Mecchia, conduttrice televisiva italiana
- 20 ottobre - Pat Meehan, politico statunitense
- 20 ottobre - Thomas Newman, compositore statunitense
- 20 ottobre - Michele Nicoletto, ex calciatore argentino
- 20 ottobre - Aaron Pryor, pugile statunitense († 2016)
- 20 ottobre - Luigi Federico Signorini, banchiere e economista italiano
- 20 ottobre - Magdalena Tulli, scrittrice, traduttrice e psicologa polacca
- 20 ottobre - Sheldon Whitehouse, politico e avvocato statunitense
- 20 ottobre - Maurizio Zanfanti, imprenditore italiano († 2018)
- 21 ottobre - Gianmaria Ajani, giurista italiano
- 21 ottobre - Geof Darrow, fumettista statunitense
- 21 ottobre - Johnny Davis, ex cestista e allenatore di pallacanestro statunitense
- 21 ottobre - Paul Greco, attore statunitense († 2008)
- 21 ottobre - Yasukazu Hamada, politico giapponese
- 21 ottobre - Catherine Hardwicke, scenografa, regista e sceneggiatrice statunitense
- 21 ottobre - Alberto Iglesias, compositore spagnolo
- 21 ottobre - Darius Khondji, direttore della fotografia iraniano
- 21 ottobre - Vincenzo Minguzzi, dirigente sportivo e ex calciatore italiano
- 21 ottobre - Terry Rocavert, ex tennista australiano
- 21 ottobre - Ernest Spiteri-Gonzi, ex calciatore maltese
- 21 ottobre - Frank Vandenbroucke, politico e docente belga
- 22 ottobre - Harold Brazier, ex pugile statunitense
- 22 ottobre - Aurelio Donato Candian, giurista italiano († 2008)
- 22 ottobre - Bill Condon, regista e sceneggiatore statunitense
- 22 ottobre - Roberta D'Angelo, cantautrice italiana
- 22 ottobre - Michel Decastel, allenatore di calcio e ex calciatore svizzero
- 22 ottobre - Antonio Genzano, ex calciatore italiano
- 22 ottobre - Lothar Hause, allenatore di calcio e ex calciatore tedesco orientale
- 22 ottobre - Viktor Zvjagincev, calciatore sovietico († 2022)
- 23 ottobre - Andrew Cohen, giornalista canadese
- 23 ottobre - Job Dragtsma, allenatore di calcio olandese
- 23 ottobre - Fiorenzo Favero, ex ciclista su strada italiano
- 23 ottobre - Toshio Hosokawa, compositore giapponese
- 23 ottobre - Vladimir Milić, ex pesista jugoslavo
- 23 ottobre - Jörg Peter, ex maratoneta tedesco
- 23 ottobre - Graeme Revell, compositore e pianista neozelandese
- 23 ottobre - Fortunato Torrisi, allenatore di calcio e ex calciatore italiano
- 23 ottobre - Marijan Vlak, allenatore di calcio e ex calciatore croato
- 24 ottobre - Karen Austin, attrice statunitense
- 24 ottobre - Francesco Basile, medico italiano
- 24 ottobre - Marco Bechis, regista, sceneggiatore e produttore cinematografico italiano
- 24 ottobre - Claudio Gatti, giornalista italiano
- 24 ottobre - Gigi Masin, compositore italiano
- 24 ottobre - Marco Mete, doppiatore, direttore del doppiaggio e dialoghista italiano
- 24 ottobre - Walter Micallef, cantante maltese
- 24 ottobre - Hassan Rowshan, ex calciatore iraniano
- 24 ottobre - Cheryl Studer, soprano statunitense
- 25 ottobre - José Aguayo, ex calciatore peruviano
- 25 ottobre - Glynis Barber, attrice sudafricana
- 25 ottobre - Gale Anne Hurd, produttrice cinematografica e produttrice televisiva statunitense
- 25 ottobre - Matthias Jabs, chitarrista tedesco
- 25 ottobre - Leena Lander, scrittrice finlandese
- 25 ottobre - Lito Lapid, politico e attore filippino
- 25 ottobre - Peter Nocke, ex nuotatore tedesco
- 26 ottobre - Cinzia Dato, politologa e politica italiana
- 26 ottobre - Bernd Drogan, ex ciclista su strada tedesco
- 26 ottobre - Baltasar Garzón, giurista spagnolo
- 26 ottobre - Jan Hoffmann, ex pattinatore artistico su ghiaccio tedesco
- 26 ottobre - Evaristo Isasi, ex calciatore paraguaiano
- 26 ottobre - Zdzisław Kostrzewa, calciatore polacco († 1991)
- 26 ottobre - Franco Palmieri, regista teatrale e attore italiano
- 26 ottobre - Stephen Robinson, ex astronauta statunitense
- 26 ottobre - Roberto Rojas Tardío, calciatore peruviano († 1991)
- 26 ottobre - David Sims, ex giocatore di football americano statunitense
- 27 ottobre - Salvatore Armidoro, ex calciatore italiano
- 27 ottobre - Tony Benjamin, ex giocatore di football americano statunitense
- 27 ottobre - Claudia Giordani, dirigente sportiva e ex sciatrice alpina italiana
- 27 ottobre - Éva Gulyás, ex cestista ungherese
- 27 ottobre - Jörg Hartmann e Lothar Schleusener, tedesco († 1966)
- 27 ottobre - Francis Nadeem, presbitero pakistano († 2020)
- 27 ottobre - Cecil Rose, cestista bahamense († 2013)
- 27 ottobre - Isidoro San José, ex calciatore spagnolo
- 27 ottobre - Reynald Secher, storico e scrittore francese
- 27 ottobre - Michael Shamus Wiles, attore statunitense
- 28 ottobre - Bill Gates, imprenditore, programmatore e informatico statunitense
- 28 ottobre - Armin Lemme, discobolo tedesco († 2021)
- 28 ottobre - Indra Nooyi, dirigente d'azienda indiana
- 28 ottobre - Cinzia Petrucci, ex pesista italiana
- 28 ottobre - Guglielmo Scarlato, politico italiano
- 28 ottobre - Yves Simoneau, regista canadese
- 29 ottobre - Alan De Luca, attore, comico e trasformista italiano
- 29 ottobre - Kevin DuBrow, cantante statunitense († 2007)
- 29 ottobre - Miho Dukov, ex lottatore bulgaro
- 29 ottobre - Dan Harrigan, ex nuotatore statunitense
- 29 ottobre - J.T. Smith, giocatore di football americano statunitense
- 29 ottobre - Tim Norell, tastierista, compositore e produttore discografico svedese († 2023)
- 29 ottobre - Roger O'Donnell, pianista e tastierista inglese
- 29 ottobre - Massimo Pazzini, francescano e biblista italiano
- 30 ottobre - Joël Bouzou, ex pentatleta francese
- 30 ottobre - Heidi Heitkamp, politica e avvocato statunitense
- 30 ottobre - Nuccio Iovene, politico italiano
- 30 ottobre - Michalakīs Karseras, ex calciatore cipriota
- 30 ottobre - Liu Xiaoqing, attrice e imprenditrice cinese
- 30 ottobre - Takeshi Narumi, fumettista e sceneggiatore giapponese
- 30 ottobre - Shanna Reed, attrice statunitense
- 30 ottobre - Bernd Riexinger, politico tedesco
- 30 ottobre - Larion Serghei, canoista rumeno († 2019)
- 30 ottobre - Toma Simionov, ex canoista rumeno
- 31 ottobre - John Barrow, politico statunitense
- 31 ottobre - Luigi Bignami, divulgatore scientifico e personaggio televisivo italiano
- 31 ottobre - Roberto Campiotti, vescovo cattolico italiano
- 31 ottobre - Michalīs Chrysochoidīs, politico greco
- 31 ottobre - Naji Hakim, compositore e organista libanese
- 31 ottobre - Susan Orlean, scrittrice e giornalista statunitense
- 31 ottobre - Badri Patarkatsishvili, imprenditore e politico georgiano († 2008)
- 31 ottobre - Stanislav Pelc, ex calciatore cecoslovacco
- 31 ottobre - Xavier Roberts, artista e imprenditore statunitense
- 31 ottobre - Luciano Sardelli, politico italiano